# (1815) Beethoven
(1815) Beethoven – planetoida z grupy pasa głównego planetoid okrążająca Słońce w ciągu 5 lat i 235 dni w średniej odległości 3,17 au Została odkryta 27 stycznia 1932 roku w Landessternwarte Heidelberg-Königstuhl w Heidelbergu przez Karla Reinmutha. Nazwa planetoidy pochodzi od Ludwiga van Beethovena (1770-1827), niemieckiego kompozytora. Przed nadaniem nazwy planetoida nosiła oznaczenie tymczasowe (1815) 1932 CE1.